# Cuentas por cobrar
Las cuentas por cobrar, abreviadas como CC o CxC, son reclamaciones de pago exigibles legalmente en poder de una organización. Desde el punto de vista contable, existen dos tipos de cuentas por cobrar. El más común corresponde a aquellas derivadas directamente de las operaciones de la organización, generalmente por concepto de bienes suministrados o servicios prestados que los clientes han recibido pero no han pagado en su totalidad. Asimismo, existen cuentas por cobrar no comerciales, que derivan de diversas transacciones internas de la organización, como préstamos a empleados y anticipos a empleados, entre otros.
El proceso comercial de cuentas por cobrar implica los subprocesos de incorporación de clientes, facturación, cobranza, deducciones, gestión de excepciones y contabilización de efectivo tras el pago. Por lo general, se presentan en forma de facturas emitidas por una empresa y entregadas al cliente para su pago dentro de un plazo comúnmente acordado.
Las cuentas por cobrar se presentan en el balance general como un activo. Es una de una serie de transacciones contables que se ocupan de la facturación de un cliente por los bienes y servicios que el cliente ha pedido. Estos pueden distinguirse de los documentos por cobrar, que son deudas creadas a través de instrumentos legales formales como pagarés o letras de cambio.

## Descripción general
Las cuentas por cobrar representan el dinero adeudado por entidades externas a la organización por la venta de productos o servicios a crédito. En la mayoría de las entidades comerciales, las cuentas por cobrar generalmente se ejecutan generando una factura y enviándola al cliente, quien, a su vez, debe pagarla dentro de un plazo establecido, llamado términos de crédito o condiciones de pago.
Las organizaciones tienen como objetivo cobrar todas las facturas pendientes antes de su vencimiento. Así, suelen establecerse equipos de cobranza y de caja como parte del departamento encargado de las cuentas por cobrar. Mientras el equipo de cobranza busca al deudor y hace exigible el pago adeudado, el equipo de caja efectúa la aplicación contable de los dineros recibidos. Para las organizaciones, resulta clave que los plazos de vencimiento de las facturas sean lo más cortos posible, y conocer las diferentes fórmulas para hacer efectivo su cobro, como el confirming y el factoraje. Las cuentas por cobrar pueden impactar la liquidez de la organización, por lo que es importante prestar atención a estas métricas. En consecuencia, el riesgo de inversión debe ser lo más pequeño posible.

## Condiciones de pago
Un ejemplo de condiciones de pago común es de 30 días netos, lo que significa que el pago vence al final de los 30 días hábiles a partir de la fecha de la factura. El deudor es libre de pagar antes de la fecha de vencimiento, y las empresas pueden ofrecer un descuento por pagar de manera anticipada. Otras condiciones de pago comunes incluyen 45 y 60 días netos y 30 días al final del mes. El acreedor puede cobrar cargos por mora o intereses si el monto no se paga antes de la fecha de vencimiento.
Dado que no se cobrará el total de las deudas de los clientes, las organizaciones estiman el monto y luego registran una provisión para las cuentas incobrables, que aparece en el balance general como una contracuenta que compensa el total de las cuentas por cobrar. Cuando las cuentas por cobrar no se pagan, algunas empresas las pueden entregar a agencias de cobranza externas que intentarán recuperar la deuda mediante la negociación de planes de pago, ofertas de liquidación o la búsqueda de acciones legales.
Los anticipos de clientes son parte de las cuentas por cobrar si una empresa recibe un pedido de sus clientes con condiciones de pago acordadas por adelantado. Dado que la facturación se realiza para reclamar los anticipos varias veces, esta área de cobranza no se refleja en las cuentas por cobrar. Idealmente, dado que el pago por adelantado se produce dentro de un plazo acordado mutuamente, es responsabilidad del departamento de contabilidad sacar periódicamente el estado de cuenta que muestra el anticipo cobrable y debe proporcionarse a ventas y marketing para el cobro de los anticipos. El pago de las cuentas por cobrar puede estar protegido ya sea por una carta de crédito o por un seguro de crédito comercial.

## Contabilidad
En el balance de una organización, las cuentas por cobrar son el dinero adeudado a esa organización por entidades externas. Las cuentas por cobrar se clasifican como activo circulante asumiendo que vencen dentro de un año calendario o un año fiscal. Para registrar un asiento de diario para una venta a cuenta, se debe debitar una cuenta por cobrar y acreditar una cuenta de ingresos. Cuando el cliente paga sus cuentas, se debita efectivo y se acredita la cuenta por cobrar en el asiento del diario. El saldo final en el balance de comprobación de las cuentas por cobrar suele ser un débito.
El total real de cuentas por cobrar es siempre superior al valor neto, pues a éste se le resta un monto estimado de cuentas de cobro dudoso y de deuda incobrable. Para determinar el valor neto apropiado para las cuentas por cobrar, se consideran factores tales como:
- Experiencia histórica de la empresa en el cobro de sus cuentas por cobrar
- Eficiencia de la política de verificación crediticia de la compañía
- Condiciones económicas actuales
- Promedios y tendencias de la industria
- Porcentaje corriente de cuentas vencidas
- Eficiencia de los procedimientos de cobranza

Las organizaciones tienen a su disposición dos métodos para medir el valor neto de las cuentas por cobrar:
1. Método de asignación o provisión. Establece una contracuenta de activo, provisión para cuentas de cobro dudoso o provisión para incobrables, que tiene el efecto de reducir el saldo de las cuentas por cobrar. El monto de la provisión para deudas incobrables se puede calcular de dos maneras, ya sea (1) revisando cada deuda individual y decidiendo si es dudosa (una provisión específica); o (2) previendo un porcentaje fijo (por ejemplo, 2%) del total de deudores (una disposición general). El cambio en la provisión para deudas incobrables de un año a otro se registra en la cuenta de gastos de deudas incobrables en el estado de resultados. El método de provisión se puede calcular utilizando el método del estado de resultados, que se basa en un porcentaje de las ventas netas a crédito; el enfoque de balance, que se basa en un programa de antigüedad en el que las deudas de cierta antigüedad se clasifican por riesgo, o una combinación de ambos.
2. Método de cancelación directa. Es más simple que el método de asignación, ya que permite que una sola entrada reduzca las cuentas por cobrar a su valor neto realizable. El asiento consistiría en debitar una cuenta de gastos de deudas incobrables y acreditar las respectivas cuentas por cobrar en el libro mayor de ventas. El método de cancelación directa no está permitido según los Principios de Contabilidad Generalmente Aceptados.

Ambos métodos no son mutuamente excluyentes, y algunas empresas tendrán una provisión para deudas dudosas, cancelando deudas específicas que saben que son incobrables (por ejemplo, si el deudor ha entrado en liquidación).

## Usos especiales
Las empresas pueden utilizar sus cuentas por cobrar como garantía al obtener un préstamo (préstamo basado en activos). También pueden venderlos a través de factoraje. Los pools o carteras de cuentas por cobrar pueden venderse a terceros a través de la titulización.
Para efectos de la declaración de impuestos, una provisión general para deudas incobrables no es una deducción permitida de las ganancias. Una empresa solo puede obtener alivio para deudores específicos que se han vuelto incobrables; sin embargo, para fines de información financiera, las empresas pueden optar por tener una provisión general contra deudas incobrables consistente con su experiencia pasada de pagos de clientes para evitar sobreestimar los deudores en el balance general.